# Georges-Léon Dubois
Georges-Léon Dubois, né le 28 novembre 1909 à Orthez et mort le 8 février 2003 au Chesnay, est un haut fonctionnaire et juriste français.

## Biographie
Il commence sa carrière en 1931 comme attaché au ministère de la Justice. Il est magistrat à Paris de 1940 à 1947, puis chargé de mission au cabinet de Gaston Monnerville, secrétaire d'État à la présidence du Conseil. En 1949, il est sous-directeur des grâces. Conseiller à la Cour d'Appel de Paris en 1951, il devient président de chambre en 1952 et conseiller à la Cour de Cassation en 1962.
Il est membre du Conseil constitutionnel de mars 1968 à mars 1977, nommé par le président du Sénat, Gaston Monnerville,.

## Décorations
- Chevalier de la Légion d'honneur[4]
- Médaille de la Résistance française[4],[5]

## Pour approfondir